# Les Prépondérants
Les Prépondérants est un roman de Hédi Kaddour publié en 2015 aux éditions Gallimard et ayant conjointement reçu, avec 2084 : la fin du monde de Boualem Sansal, le grand prix du roman de l'Académie française la même année.

## Résumé
Le roman se compose de trois parties, chacune d'environ 150 pages :
1. Le Choc : Nahbès, Afrique du Nord, début des années 1920
2. Le Grand Voyage : Hiver 1922 - printemps 1923
3. Un an après : Nahbès, juin 1924

Nahbès n'existe pas, ou plutôt c'est une ville imaginaire du Maghreb, loin des capitales, avec une Porte du Sud. Le narrateur, extrêmement soucieux de la cohérence, historique et sociologique, s'efforce de donner le moins d'indices géographiques possible. Pourtant, si certains voyages se font en voiture automobile, c'est de la gare de Nahbès que partent Ganthier et Raouf : «monter dans le train» (p.185). Le climat particulier oblige de signaler «la mer» (283, 287, 385, 468...). L'économie impose de parler de «port» (384, 397...). Puis le mot est lâché : «le port de Nahbès» (457), avec ses «dockers» (440). Il semble que Gabès (Tunisie) est bien la référence la plus pertinente. Mais le lecteur peut penser à Monastir, Sfax, Sousse. Le pays n'est jamais nommé, mais l'autre pays d'Afrique du Nord sous protectorat français à l'époque est le Maroc, qui connaît la Guerre du Rif.

### Première partie:Le Choc
Dans une paisible ville, à chemin de fer, à quelques centaines de kilomètres de la capitale, se côtoient les autochtones, (tunisiens,) arabes ou berbères, dont le caïd Si Ahmed, les commerçants dont le marchand de tapis Belkhodja (Si Hassan) et diverses figures (l'oncle Abdesslam...) et les nouveaux venus, européens, colons et fonctionnaires, dans la ville nouvelle : Claude Marfaing (contrôleur civil, maître de la région), Laganier (contrôleur civil), Montaubain (enseignant), Ganthier (propriétaire, "le seul Français que la domination n'a pas rendu idiot"), les docteurs Pagnon (et Mme Thérèse Pagnon) et Berthommier, l'avocat Jacques Doly (et Madame)...
Une grande ferme proche de la ville est dirigée par une jeune veuve de guerre, Rania Belmedjoub, 23 ans, fille de Si Mabrouk Belmedjoub, ancien ministre, cultivée, nationaliste.
Une équipe américaine de cinéma obtient l'autorisation bienveillante du Résident général de tourner un film, Le guerrier des sables : le réalisateur Neil Daintree, son épouse et actrice Kathryn Bishop, l'acteur principal Francis Cavarro, et autres (McGhil, Samuel Katz, Wayne, Tess).
L'équipe de cinéma ne fréquente pas le Cercle des Prépondérants, "où se retrouvent les Français les plus influents" (p.23), mais le salon du Grand Hôtel, avenue Jules-Ferry, "salmigondis, disait-on, d'Arabes, de Juifs, d'Italiens même, qui venaient se mêler aux Français et aux Américains" (p.28). Si Ahmed charge son fils Raouf, jeune bachelier cultivé, en français et en arabe, d'assurer au couple du réalisateur et de l'actrice "la meilleure hospitalité", pour "ne pas laisser les Français seuls maîtres de l'installation des Américains" (p.33). C'est le premier choc.
Le récit s'attache principalement à Rania, Raouf, Kathryn, Ganthier et Gabrielle Conti, journaliste parisienne.
Surtout, le récit entrelace deux histoires secondaires importantes, d'abord sur les relations entre les femmes et les hommes :
- l'affaire Fatty Roscoe Arbuckle (1887-1933), cinéaste américain et ses trois procès, racontée par les Américains puis par Gabrielle à Rania : «5 Un quintal et demi», «8 Une espèce d'accord tacite», «11 L'histoire de la glace», «14 Les deux haines»,
- le mariage de Belkhodja : «7 La vache de Satan», «10 Un mariage bien mené», «16 Une femme souriante».

Les discussions sur les questions sociales, politiques, religieuses traversent les différents groupes que fréquente Raouf : le cercle Bekhodja, les amis de Raouf : Karim et David Chemla, l'équipe de cinéma, et surtout l'ami Ganthier. Rania partage de loin, surtout avec Gabrielle, toutes ces interrogations. Et la situation de l'Algérie, de l'Égypte, de la Turquie, et de la Palestine. Sans la moindre incohérence. 
Le second choc, après les émeutes d'Asmira, en février 1922, c'est l'agitation dans la capitale ("17 Jours de trouble"), autour du Souverain, qui menace de démissionner, et qu'on menace de déportation, en référence évidente à Naceur Bey (1855-1922), bey de Tunis de 1906 à 1922, au Destour et aux réalités tunisiennes sous le protectorat français (1881-1956), à l'époque de La Tunisie martyre. Raouf ferait un bon double, toutes proportions gardées, ou un ami d'Habib Bourguiba (1903-2000).
Finalement (18 De gros ennuis) pour ses fréquentations politiques, de sérieux ennuis menacent Raouf, que son père confie à Ganthier pour un voyage prolongé en France, et davantage, dans le monde réel (p. 167) : il faut qu'il se fasse oublier (p. 170).
Hommages : la langue arabe, la poésie arabe des premiers âges (p. 97), Djahiz, Ibn Khaldûn, Ibn Hazm (p. 166), la littérature française (Balzac (p. 36), Stendhal, Flaubert, Maupassant (p. 50), La Bruyère, La Rochefoucauld (p. 166)...).
Scènes : enseignement coranique avec Si Allal (p. 88-), enseignement français avec Desquières (p. 92-), la vieille et les œufs (p. 60-69), le vol de vin (p. 121-125), le marché avec Rania, Gabrielle et Kathryn (p. 134-142)...

### Seconde partie:Le Grand voyage
Les voyages aller et retour se font à bord du Jugurtha.
Dès l'arrivée à Paris, Kathryn accueille Ganthier et Raouf. Gabrielle les rejoint. Le voyage continue donc à quatre, en deux couples étranges : émois, espoirs, jalousies, désespoirs...
Raouf continue son éducation sentimentale, mais aussi politique, en fréquentant des milieux anti-colonialistes nationalistes, dont le patriote vietnamien Quoc (Nguyen Ai Quoc est un des pseudonymes de Hô Chi Minh (1890-1969) pendant son séjour en France.). Mais aussi quelques Chinois (p. 246-247), Chou et Deng, respectivement Zhou Enlai (1898-1975) et Deng Xiaoping (1904-1997), effectivement présents à cette époque grâce au Mouvement Travail-Études (1912-1927).
L'équipe poursuit à Strasbourg, et en Alsace, puis en Allemagne occupée, en Rhénanie, avec une belle scène de révolte contre l'occupation (Kinder des Vaterlands), où on découvre les ambigüités des relations franco-allemandes de ces années-là, puis à Berlin, dans des milieux plus qu'ambigus (Otto), avec la silhouette d'Hitler. Raouf retrouve Métilda, rencontrée sur le bateau. Kathryn apprend à connaître un original, le cinéaste Klaus Wiesner, sans doute Fritz Lang (1890-1976).
Pendant ce temps, la vie continue à Nahbès et dans la capitale. Si Mabrouk tombe malade et s'inquiète de l'avenir de Nadia, qu'on cherche à marier, surtout son frère Taïeb. Belkhodja commence à avoir de très sérieux ennuis... psychologiques et financiers.
Hommages : Heinrich Heine, Gide, mais surtout Guillaume Apollinaire (1880-1918) et Georg Trakl (1887-1914).
Scènes : les rêves de fin de nuit de Belkhodja (p. 188-), la briqueterie de Taïeb (p. 219), la colère de Vénus (p. 226-), la chignole du café (p. 260-262), l'homme des é (p. 253-256), la manifestation allemande avec Marseillaise (p. 273-279), l'autre prétendant de Rania, Si Bougmal (p. 303-305)...

### Troisième partie:Un an après
Après un an d'études à Paris, Raouf est de retour au pays, en même temps que l'équipe de cinéma américaine, et que Gabrielle.
Les animaux prennent une grande place : les chameaux, les perdrix, les chiens de chasse, les chats... 
La question du blé permet un intéressant développement historique de la zone sur plus de 2.000 ans.
Neil persuade Marfaing de l'intérêt de projeter un film pour tous. La séance a des effets inattendus sur les nouveaux spectateurs. Ensuite, autour de Ganthier, le temps d'une soirée, tout le monde se réconcilie.  
Une manifestation syndicale tolérée réunit les mécontents, salariés principalement. Mais elle est doublée par une action bien plus importante d'une masse de milliers de pauvres gens en fureur, voulant aller récupérer les enfants cireurs embauchés en journée par l'équipe américaine, qu'une rumeur accuse de vouloir convertir.  
Le lendemain, c'est l'invasion des sauterelles.
Scènes : le duel de chameaux (p. 344-350) ; la projection de Scaradère (p. 351-368) où les nationalistes crient yahyia l'doustour (Destour), les vieux turbans opposent l'Qur'ân doustournâ, et d'autres encore entonnent la Marseillaise ; la chasse et la perdrix de Kid (p. 388-) ; l'homme-chat (p. 400-404) ; la soirée chez Aboulfaraj (p. 423-425) ; les manifestations (p. 439-452) ; l'invasion des bêtes de l'enfer (p. 453-457).

## Prix
- Prix Valery-Larbaud 2016
- Grand prix du roman de l'Académie française 2015
- Prix Jean-Freustié 2015[1]

## Éditions
- Éditions Gallimard, coll. « Blanche », 2015, 464 p.  (ISBN 978-2-07-014991-9)
- Éditions Gallimard, coll. « Folio » no 6377, 2017, 560 p.  (ISBN 978-2-07-271358-3)